# Киньонес, Дениз
Дениз Мари Киньонес Аугуст (исп. Denise Marie Quiñones August; род. 9 сентября 1980, Понсе, Пуэрто-Рико) — пуэрто-риканская актриса

, фотомодель и королева красоты, получившая титул Мисс Вселенная 2001. До победы в конкурсе Мисс Вселенная она представляла свой родной город Ларес на конкурсе Мисс Пуэрто-Рико.

## Биография
Дениз Киньонес родилась	9 сентября 1980 года в городе-порте на юге Пуэрто-Рико Понсе.
Киньонес выиграла конкурс «Мисс Вселенная 2001» в Баямоне в 2001 году. Она была коронована предыдущей обладательницей титула Ларой Датта из Индии, а также получила награды «Мисс Фотогеничность», «Купальник Bluepoint» и «Лучший стиль Clairol». Она стала четвертой победительницей конкурса «Мисс Вселенная», которая также выиграла «Мисс Фотогеничность» после Маргарет Арвидссон, Маргариты Моран и Жанель «Пенни» Комиссионг. Её победа пришлась на 50-летие конкурса «Мисс Вселенная». 
Как Мисс Вселенная, Киньонес проживала в Нью-Йорке в течение года, пользуясь привилегиями, которые получают все победительницы конкурса, включая бесплатный макияж и уход за волосами, автомобиль, полный гардероб, профессиональное представительство от Организации Мисс Вселенная, стипендия в размере 60 тысяч долларов, возможность учиться в киношколу Нью-Йорка и возможность путешествовать. Киньонес стала первой победительницей, которая носила известную Корону Микимото во время официальной презентации для прессы бывшим бренд-директором Микимото, господином Тойохико Миямото.
В ночь конкурса «Мисс Вселенная 2002» она передала свою корону в Сан-Хуане, Оксане Федоровой из России, впоследствии лишённой титула за нарушение обязательств по контракту, чем надолго закрыла россиянкам путь к короне королевы красоты.
После этого Дениз Киньонес неоднократно появлялась на большом экране.
15 февраля 2018 года Киньонес была назначена новым директором конкурса «Мисс Пуэрто-Рико», взяв на себя обязанности, которые ранее выполняла Дезире Лоури.
С 2006 по 2009 год она встречалась с Рене Пересом из группы Calle 13, а с 2010 по 2011 год Киньонес была в отношениях с доминиканским актером Фрэнком Перозо.